# Pompa ionica (fisica)
Gli ioni sono pompati facilmente poiché sono più reattivi con le superfici rispetto alle molecole neutre. Se sufficiente energetici
possono essere intrappolati nelle pareti della pompa.
La pompa ionica  utilizza anche lo sputtering di un metallo assorbente.
Sotto condizioni ideali, le pompe ioniche sono capaci di raggiungere pressioni fino a 10−11 mbar (10−9 Pa). Una pompa ionica prima ionizza il gas nel contenitore in cui è posizionato e utilizza un forte potenziale elettrico, tipicamente 3-7 kV, che accelera gli ioni su un elettrodo solido. Di conseguenza parti dell'elettrodo sono depositati nella camera da vuoto. I gas sono intrappolati dalle reazioni chimiche, con la superficie dei materiali molto reattivi depositati, ma sono anche sepolti al di sotto di tale materiale per alcuni strati atomici.

## Notizie storiche
Julius Plücker nel 1858 facendo esperimenti con scariche elettriche sulle prime valvole termoioniche si accorse che avveniva una forma di assorbimento dei gas residui. Nel 1937 Frans Michel Penning si accorse che lo strumento per la misura del vuoto a catodo freddo che aveva inventato riduceva i gas residui. Queste due osservazioni rimasero delle curiosità scientifiche in quanto la velocità di pompaggio era troppo bassa per avere un interesse commerciale. Nel 1950 la ditta Varian nello sforzo di migliorare le prestazioni dei tubi a vuoto usate per i klystron ha utilizzato per la prima volta una pompa ionica per ottenere ultra alto vuoto, depositando un brevetto.

## Principio di funzionamento
L'elemento di base delle pompe ioniche è una trappola di Penning. Una nuvola di elettroni prodotti da una scarica elettrica è immagazzinata nella regione vicino all'anodo dalla combinazione di campo magnetico ed elettrico. Gli elettroni energetici ionizzano il gas, che bombarda la superficie del catodo (di solito titanio). Gli ioni o sono sepolti nel catodo o il materiale del catodo viene depositato nella camera da vuoto. Il materiale depositato è molto attivo da un punto di vista chimico ed agisce da getter, l'effetto netto è una diminuzione della pressione. Si distinguono due casi il chemiassorbimento in cui avviene una reazione chimica tra la superficie e il gas, e il fisioassorbimento in cui il legame con la superficie è dato dalle forze di van der Waals, quindi con una debole energia di legame. I gas nobili ma anche l'idrogeno possono essere assorbiti in profondità (absorbimento).
La velocità di pompaggio, qualunque sia il meccanismo microscopico, dipende moltissimo dalla specie gassosa per avere una idea la velocità di pompaggio dell'elio è 20 volte inferiore a quella dell'aria
. La velocità di pompaggio dipende molto dai gas assorbiti o intrappolati precedentemente.
Una descrizione più dettagliata sulle diverse pompe ioniche e sulle proprietà di pompaggio dei diversi gas, è ben descritto in un report informale dei laboratori Nazionali di Brookhaven.

## Applicazioni
Le pompe ioniche sono comunemente usate in sistemi (UHV) ultra-high vacuum, poiché possono raggiungere pressioni minori che 10−11 mbar. In contrasto con altre pompe per UHV, come le pompe turbomolecolari non hanno parti in movimento e non usano olio. Perciò sono naturalmente pulite, necessitano di poca manutenzione e non producono vibrazioni. Questi vantaggi fanno le pompe ioniche ideali per microscopi elettronici a scansione (SEM) ed altri apparati di precisione.